# Unione Sportiva Gavorrano 1930 2017-2018
Questa voce raccoglie le informazioni riguardanti l'Unione Sportiva Gavorrano 1930 nelle competizioni ufficiali della stagione 2017-2018.

## Divise e sponsor
Lo sponsor tecnico per la stagione 2017-2018 è Erreà mentre gli sponsor di maglia sono Solbat Gaviol e Gruppo Solmar.
| Casa | Trasferta | Terza divisa | Quarta divisa |

## Organigramma societario
Area direttiva
- Presidente: Paolo Balloni

Area tecnica
- Allenatore:  Vitaliano Bonuccelli, da ottobre Giancarlo Favarin
- Collaboratori tecnici: Giulio Biagetti, David Stefani
- Preparatore atletico: Lorenzo Francini
- Preparatore dei portieri: Federico Callai

Area sanitaria
- Recupero infortunati: Nicola Stagnaro
- Fisioterapista: Stefano Meciani
- Massaggiatori: Massimo Rossi

## Rosa
| N. |                   | Ruolo | Calciatore            |
| -- | ----------------- | ----- | --------------------- |
| 1  | Italia (bandiera) | P     | Stefano Mazzini       |
| 2  | Italia (bandiera) | D     | Giacomo Matteo        |
| 3  | Italia (bandiera) | D     | Paolo Ropolo          |
| 4  | Italia (bandiera) | C     | Riccardo Cretella     |
| 5  | Italia (bandiera) | D     | Leonardo Bruni        |
| 6  | Italia (bandiera) | C     | Simone Zaccaria       |
| 7  | Italia (bandiera) | A     | Filippo Moscati       |
| 8  | Italia (bandiera) | C     | Francesco Marianeschi |
| 9  | Italia (bandiera) | A     | Cristian Carlo Brega  |
| 10 | Italia (bandiera) | A     | Angelo Lombardi       |
| 11 | Italia (bandiera) | A     | Manuele Malotti       |
| 13 | Italia (bandiera) | D     | Diego Borghini        |
| 14 | Italia (bandiera) | D     | Davide Ferrante       |

| N. |                    | Ruolo | Calciatore         |
| -- | ------------------ | ----- | ------------------ |
| 15 | Italia (bandiera)  | C     | Lorenzo Bianchi    |
| 16 | Italia (bandiera)  | D     | Alessio Tissone    |
| 17 | Italia (bandiera)  | A     | Nicola Mosti       |
| 18 | Italia (bandiera)  | C     | Fabio Maistro      |
| 19 | Italia (bandiera)  | D     | Samuele Salvadori  |
| 20 | Italia (bandiera)  | D     | Elia Papini        |
| 21 | Italia (bandiera)  | C     | Federico Conti     |
| 22 | Italia (bandiera)  | P     | Daniel Salvalaggio |
| 23 | Brasile (bandiera) | C     | Lucas Finazzi      |
| 24 | Italia (bandiera)  | C     | Andrea Gemignani   |
| 25 | Italia (bandiera)  | C     | Leandro Vitiello   |
| 26 | Italia (bandiera)  | A     | Matteo Merini      |

## Risultati

### Serie C

#### Girone di andata
| Arbitro: | D'Apice (Arezzo) |

|                          |           |              |
| Doumbia 72’ Pedrelli 84’ | Marcatori | 27’ Lombardi |

| Arbitro: | Zufferli (Udine) |

|             |           |                       |
| Moscati 12’ | Marcatori | Geroni 39’ Pisano 43’ |

| 10 settembre 2017, ore CEST Turno di riposo |  | – |  |  |

| Arbitro: | Paolo Bitonti (Bologna) |

|  |           |                                 |
|  | Marcatori | 8’ Marotta 90+4’ (rig.) Guberti |

| Arbitro: | Marco Acanfora (Castellammare di Stabia) |

|               |           |  |
| Chanturia 23’ | Marcatori |  |

| Arbitro: | Ilario Guida (Salerno) |

|  |           |                                           |
|  | Marcatori | 22’ Atanasov 43’ Jefferson 64’ Vandeputte |

| Arbitro: | Davide Moriconi (Roma) |

|                                         |           |  |
| Zecca 32’ Pederzoli 54’ Della Latta 90’ | Marcatori |  |

| Arbitro: | Nicolò Marini (Trieste) |

|           |           |                                       |
| Brega 18’ | Marcatori | 12’, 45+2’ Vano 26’ Taufer 61’ Curcio |

| Pisa 15 ottobre 2017, ore CEST 9ª giornata | Pisa                | 0 – 0 referto | Gavorrano | Stadio Arena Garibaldi-Romeo Anconetani (6633 spett.)\| Arbitro: \| A. Clerico (Torino) \| |
| Arbitro:                                   | A. Clerico (Torino) |               |           |                                                                                            |

| Arbitro: | Francesco Luciani (Roma) |

|               |           |  |
| Salvadori 54’ | Marcatori |  |

| Arbitro: | Federico Cosso (Reggio Calabria) |

|                            |           |           |
| Corsinelli 55’ Pesenti 59’ | Marcatori | 52’ Brega |

| Arbitro: | Donda (Cormons) |

|                      |           |                       |
| Giudici 32’ Cori 35’ | Marcatori | 67’ Moscati 90’ Mosti |

| Grosseto 8 novembre 2017, ore 20:30 CET 13ª giornata | Gavorrano                  | 0 – 0 referto | Arezzo | Stadio Carlo Zecchini (329 spett.)\| Arbitro: \| Matteo Gariglio (Pinerolo) \| |
| Arbitro:                                             | Matteo Gariglio (Pinerolo) |               |        |                                                                                |

| Arbitro: | Daniele Paterna (Teramo) |

|             |           |                 |
| Pellini 81’ | Marcatori | 9’ (Rig.) Conti |

| Arbitro: | Luigi Carella (Bari) |

|                          |           |  |
| Moscati 41’ Vitiello 78’ | Marcatori |  |

| Arbitro: | Matteo Gualtieri (Asti) |

|  |           |                  |
|  | Marcatori | 87’ D'Alessandro |

| Arbitro: | Mauro D'Ascanio (Arezzo) |

|                                     |           |                       |
| Marconi 39’, 65’ (rig.) Cazzola 56’ | Marcatori | 19’ Moscati 62’ Conti |

| Arbitro: | Alessio Clerico (Torino) |

|                              |           |  |
| Brega 21’, 83’ Gemignani 71’ | Marcatori |  |

| Arbitro: | Tursi (Valdarno) |

|                             |           |           |
| Vrioni 22’ (rig.), 45’, 48’ | Marcatori | Brega 59’ |

#### Girone di ritorno
| Arbitro: | Ayroldi (Molfetta) |

|                          |           |                                            |
| Moscati 19’ Vitiello 67’ | Marcatori | 42’, 44’ Maiorino 63’ Luci 93’ Vantaggiato |

| Arbitro: | Federico Longo (Paola) |

|                                    |           |                               |
| Ragatzu 15’, 42’ Ogunseye 62’, 89’ | Marcatori | 59’ Brega 71’ Conti 88’ Mosti |

| , ore Turno di riposo 22ª giornata - Turno di riposo |  | – |  |  |

| Siena 28 gennaio 2018 23ª giornata                               | Siena     | 1 – 1              | Gavorrano | Stadio Atemio Franchi |
| \| \| \| \| \| Marotta 61’ \| Marcatori \| 87’ (rig.) Damonte \| |           |                    |           |                       |
|                                                                  |           |                    |           |                       |
| Marotta 61’                                                      | Marcatori | 87’ (rig.) Damonte |           |                       |

| Grosseto 4 febbraio 2018 24ª giornata                       | Gavorrano | 1 – 1         | Prato | Stadio Carlo Zecchini |
| \| \| \| \| \| Moscati 13’ \| Marcatori \| 62’ Zucchetti \| |           |               |       |                       |
|                                                             |           |               |       |                       |
| Moscati 13’                                                 | Marcatori | 62’ Zucchetti |       |                       |

| Viterbo 11 febbraio 2018 25ª giornata                     | Viterbese Castrense | 2 – 0 | Gavorrano | Stadio Enrico Rocchi |
| \| \| \| \| \| Rinaldi 6’ De Sousa 62’ \| Marcatori \| \| |                     |       |           |                      |
|                                                           |                     |       |           |                      |
| Rinaldi 6’ De Sousa 62’                                   | Marcatori           |       |           |                      |

| Grosseto 18 febbraio 2018 26ª giornata        | Gavorrano | 1 – 0 | Piacenza | Stadio Carlo Zecchini |
| \| \| \| \| \| Damonte 57’ \| Marcatori \| \| |           |       |          |                       |
|                                               |           |       |          |                       |
| Damonte 57’                                   | Marcatori |       |          |                       |

| Olbia 25 febbraio 2018 27ª giornata          | Arzachena | 1 – 0 | Gavorrano | Stadio Bruno Nespoli |
| \| \| \| \| \| Piroli 33’ \| Marcatori \| \| |           |       |           |                      |
|                                              |           |       |           |                      |
| Piroli 33’                                   | Marcatori |       |           |                      |

| Grosseto 3 marzo 2018 28ª giornata          | Gavorrano | 1 – 0 | Pisa | Stadio Carlo Zecchini |
| \| \| \| \| \| Brega 15’ \| Marcatori \| \| |           |       |      |                       |
|                                             |           |       |      |                       |
| Brega 15’                                   | Marcatori |       |      |                       |

| Lucca 10 marzo 2018 29ª giornata | Lucchese | 0 – 0 | Gavorrano | Stadio Porta Elisa |

| Grosseto 17 marzo 2018 30ª giornata                          | Gavorrano | 1 – 1             | Pontedera | Stadio Carlo Zecchini |
| \| \| \| \| \| Brega 8’ \| Marcatori \| 60’ (rig.) Caponi \| |           |                   |           |                       |
|                                                              |           |                   |           |                       |
| Brega 8’                                                     | Marcatori | 60’ (rig.) Caponi |           |                       |

| Grosseto 20 marzo 2018 31ª giornata              | Gavorrano | 1 – 0 | Monza | Stadio Carlo Zecchini |
| \| \| \| \| \| Gemignaini 69’ \| Marcatori \| \| |           |       |       |                       |
|                                                  |           |       |       |                       |
| Gemignaini 69’                                   | Marcatori |       |       |                       |

| Arezzo 24 marzo 2018 32ª giornata | Arezzo | 0 – 0 | Gavorrano | Stadio Città di Arezzo |

| Grosseto 29 marzo 2018 33ª giornata                             | Gavorrano | 2 – 0 | Cuneo | Stadio Carlo Zecchini |
| \| \| \| \| \| Damonte 74’ (rig.) Remedi 89’ \| Marcatori \| \| |           |       |       |                       |
|                                                                 |           |       |       |                       |
| Damonte 74’ (rig.) Remedi 89’                                   | Marcatori |       |       |                       |

| Carrara 7 aprile 2018 34ª giornata                    | Carrarese | 2 – 0 | Gavorrano | Stadio dei Marmi |
| \| \| \| \| \| Coralli 2’ Cais 61’ \| Marcatori \| \| |           |       |           |                  |
|                                                       |           |       |           |                  |
| Coralli 2’ Cais 61’                                   | Marcatori |       |           |                  |

| Piacenza 14 aprile 2018 35ª giornata                                 | Pro Piacenza | 1 – 2                  | Gavorrano | Stadio Leonardo Garilli |
| \| \| \| \| \| Musetti 73’ \| Marcatori \| 84’ Rimedi 90’ Damonte \| |              |                        |           |                         |
|                                                                      |              |                        |           |                         |
| Musetti 73’                                                          | Marcatori    | 84’ Rimedi 90’ Damonte |           |                         |

| Grosseto 21 aprile 2018 36ª giornata             | Gavorrano | 0 – 1          | Alessandria | Stadio Carlo Zecchini |
| \| \| \| \| \| \| Marcatori \| 60’ Bellazzini \| |           |                |             |                       |
|                                                  |           |                |             |                       |
|                                                  | Marcatori | 60’ Bellazzini |             |                       |

| Gorgonzola 29 aprile 2018 37ª giornata                                                                           | Giana Erminio | 4 – 3                                    | Gavorrano | Stadio Città di Gorgonzola |
| \| \| \| \| \| Marotta 12’ Perna 29’, 32’ Okyere 89’ \| Marcatori \| 2’ (rig.) Barbuti 21’ Vitiello 87’ Brega \| |               |                                          |           |                            |
| |               |                                          |           |                            |
| Marotta 12’ Perna 29’, 32’ Okyere 89’                                                                            | Marcatori     | 2’ (rig.) Barbuti 21’ Vitiello 87’ Brega |           |                            |

| Grosseto 5 maggio 2018 38ª giornata             | Gavorrano | 1 – 0 | Pistoiese | Stadio Carlo Zecchini |
| \| \| \| \| \| Barbuti 90+3’ \| Marcatori \| \| |           |       |           |                       |
|                                                 |           |       |           |                       |
| Barbuti 90+3’                                   | Marcatori |       |           |                       |

#### Play-out
| Arbitro: | Fiorini |

|             |           |  |
| Zamparo 29’ | Marcatori |  |

| Grosseto 26 maggio 2018, ore 18.00 CEST Ritorno Play out | Gavorrano | 0 – 0 referto | Cuneo | Stadio Carlo Zecchini (396 spett.)\| Arbitro: \| Guarnieri \| |
| Arbitro:                                                 | Guarnieri |               |       |                                                               |

### Coppa Italia Serie C
| Arbitro: | Maranesi (Ciampino) |

|               |           |                     |
| Cristiani 53’ | Marcatori | 56’ (rig.) Lombardi |

| Arbitro: | Chindemi (Viterbo) |

|  |           |            |
|  | Marcatori | 62’ Liurni |